# 최선길
최선길(崔仙吉, 1939년 11월 3일 ~ )은 대한민국의 정치인이다. 제3·6대 서울특별시 노원구청장, 제14·21·22대 서울특별시 도봉구청장을 지냈다.

## 생애
1939년 경상북도 달성군 화원면(현 대구광역시 달성군 화원읍)에서 태어났다. 경북고등학교, 서울대학교 사범대학 수학교육과, 서울대학교 행정대학원 행정학 석사 과정을 졸업하였다. 제4회 행정고시에 합격하여 공무원으로 근무하였다. 재무부, 국무조정실 등에서 근무하였다. 관선 도봉, 노원구청장을 지낸 뒤 광동제약 사장으로 있었다. 그의 형은 광동제약 창업주 최수부 회장. 1995년 제1회 전국동시지방선거에서 민주당 후보로 서울특별시 노원구청장 선거에 출마하여 당선되었으나 공직선거법 위반으로 1996년 구청장직을 상실하였다. 2002년 제3회 전국동시지방선거에서 한나라당 후보로 서울특별시 도봉구청장 선거에 출마하여 당선되었다. 2006년 제4회 전국동시지방선거에서도 한나라당 후보로 서울특별시 도봉구청장 선거에 출마하여 당선되었다. 음악에 대해 엄청 해박한 지식을 가지고 있다. 집에 LP판을 모으는 것이 취미라고. 그래서 도봉구청장이 되었을 때 도봉구민회관에 오케스트라나 가수 등을 초청하여 공연을 자주 했다. 그리고 이는 후임인 이동진 구청장까지 이어져 도봉구의 관내 행사로 자리잡았다.

## 학력
- 1957.03 ~ 1960.02 경북고등학교 졸업
- 1960.03 ~ 1964.02 서울대학교 학사 졸업

### 비학위 수료
- 1965.03 ~ 1967.02 서울대학교 행정대학원 석사 졸업

## 경력
- 1966 제4회 행정고등고시 합격
- 1967 ~ 1977 재무부 사무관
- 1980 ~ 1984 국무총리 행정조정실 심의관
- 1984 ~ 1988 서울특별시 종로구 부구청장·서울특별시 중구 부구청장
- 1991.07 ~ 1993.03 제3대 서울특별시 노원구청장
- 1993.03 ~ 1993.10 제14대 서울특별시 도봉구청장
- 1994 ~ 1995 광동제약 사장
- 1995.07 ~ 1995.09 제6대 서울특별시 노원구청장
- 2002.07 ~ 2010.06 제21·22대 서울특별시 도봉구청장

## 논란
1996년 7월 9일에 《공직선거법》 위반에 해당하는 사전 선거 운동 혐의, 선거운동원 등에게 2,200만원 상당의 현금을 건넨 혐의로 기소되어 대법원으로부터 징역 1년, 집행유예 2년을 선고받아 당선 무효 처리되었다. 1998년 8월 15일에 광복절을 맞아 사면·복권되었다.

## 역대 선거 결과
|  | 49.35% |

|  | 50.03% |

|  | 56.78% |

|  | 0% |

## 같이 보기
- 동대문구청장
- 노원구청장
- 도봉구청장